# カルベ・ファルマ
PTカルベ ファルマ Tbk (インドネシア文:PT Kalbe Farma Tbk）は、インドネシアのジャカルタに拠点を置く医薬品、サプリメント、栄養、健康サービスを製造する国際企業。 この会社は様々な種類の医薬品原料を製造している。 カルベ・ファルマは「Mengabdikan Ilmu untuk Kesehatan dan Kesejahteraan」(健康と福祉のための永続的な科学) をモットーとしている。

## 沿革
- 1966年9月30日 - Khouw Lip Tjoen、Khouw Lip Hiang、Khouw Lip Swan、Boenjamin Setiawan、Maria Karmila、F.Bing Aryanto 北ジャカルタ（英語版）の創設者の家のガレージにカルベ・ファルマを設立した.
- 1991年 7月30日 - インドネシア証券取引所に上場。
- 1992年 - Kalbe FarmaはSTIE（School of Economics）Kalbeを設立し、ついに2009にその名前をKalbe Institute of Technology and Businessに変更した。
- 2011年 - STIE Supra、STMIK Supra、ITBKが1つに統合され、名前がKalbis Instituteに変更された。 その運営において、Kalbis InstituteはBina Nusantaraと協力している。

## 現在

### Toedjoe Star
- Puyer 16 Bintang Toedjoe
- 高麗人参ジュース
- Star Toedjoe Waisan

### カルベオーバーザカウンター
- ホットToedjoeスターイン
- Bintang Toedjoe Bejo Jahe Merah（以前のBintang Toedjoe Entering the Wind）
- プロマグ
- カルパナックス
- 漫画
- ハーブコミック
- プロコールド
- Mixagrip
- Entrostop
- ファティゴン
- ダントゥシル
- ミクサディン
- ウッズ
- セレブロビット
- Mextril
- ディーバビューティードリンク
- Extra Joss
- Joss C1000
- Bejo Sujamer（レッドジンジャーミルク）
- H2の健康と幸福

### サカファルマ
- サカトニック肝臓
- ABCサカトニック
- Mikorex（以前はBintang Toedjoeによって作成されました）
- メンサナ

### Kalbe Nutritionals
- カルベこんにちはC1000
- プレナゲン
- ミルナ
- 森永
- Zee
- フィットバー
- Fitchips
- エントラソル
  - エントラソルプラチナ
  - エントラソルゴールド
  - Entrasolクイックスタート
- スリムフィット
- Nutrive Benecol
- ディアベタソル

### カルベドリンク部門
- ハイドロココ
- ラブジュース
- ベジフルーツ

## 過去
- Irex（Star Toedjoe）
- Caxon Enace（Star Toedjoe）
- Caxon Ion-C（Star Toedjoe）
- Sakatonic Grenk（Sakafarma）
- ABeGe Sakatonic（Sakafarma）
- Fatigon Viro（Kalbe OTC）
- 神経性頭痛薬（Kalbe OTC）
- Procold Promuno（Kalbe OTC）
- ファイバー（Dankos、現在はKalbe OTCの一部）
- 傷のためのダンセプタ医学（ダンコス、現在はカルベOTCの一部）
- Mixagrip Anak Syrup（Dankos、現在はKalbe OTCの一部）
- Fatigon Hydro Plus（現在はHydro Cocoに名前が変更されています）
- Mixagrip Sciatica Pain（現在はMixagrip Rhemaに名前が変更されています）
- Entrasol Active（Kalbe Nutritionals）は、2021年5月29日に正式に没収され、閉鎖されました。
- Entrasol Senior（Kalbe Nutritionals）はEntrasolGoldに置き換えられました
- ティプコジュース（カルベニュートリショナル）

## カルベ グループ
Kalbe Groupは、処方薬、市販薬、エナジードリンク、栄養に関するいくつかのブランドポートフォリオを管理しており、これらは包装および流通事業の強みによって補完されています。 Kalbeは、次の4つの部門に重点を置いています。
 'SBU Pharmaceutical（処方薬部門（25％の貢献））' 
＃PT Kalbe Farma Tbk
＃PT Hexpharm Jaya Laboratories
＃PTダンコスファーマ
＃PT Finusolprima
＃Kalbe Vision Pte Ltd
＃Innogene Kalbiotech Pte Ltd
 'SBU Consumer Health（健康製品部門（17％貢献））' 
＃カルベOTC
＃ PT Bintang Toedjoe
＃PT坂ファーマラボ
＃PTヘイルインターナショナル
＃Kalbe International Pte Ltd
 'SBU Nutritionals（栄養部門（22％の貢献））' 
＃PT Sanghiang Perkasa（Kalbe Nutritionals）
＃PT KalbeMorinagaインドネシア
 'SBU流通およびロジスティクス（流通および包装部門（36％の貢献））' 
＃PT Enseval Putra Megatrading Tbk
＃PT Enseval Medika Prima
＃PTミレニアダルマインサニ
＃ PT Medika Komunika Teknologi（KlikDokter.com、Klik-Apotek.com]、 EmTeKとの合弁事業
＃ PT Karsa Lintas Buwana（KalbeStore.com）
＃PT Cakra Radha Mustika
＃PT Karya Hasta Dynamics
カルベには、インドネシア以外に、 ASEANの10の海外支部があります。（ブルネイ、カンボジア、インドネシア、ラオス、マレーシア、ミャンマー、フィリピン、シンガポール、タイ、ベトナム）